# Telese Terme

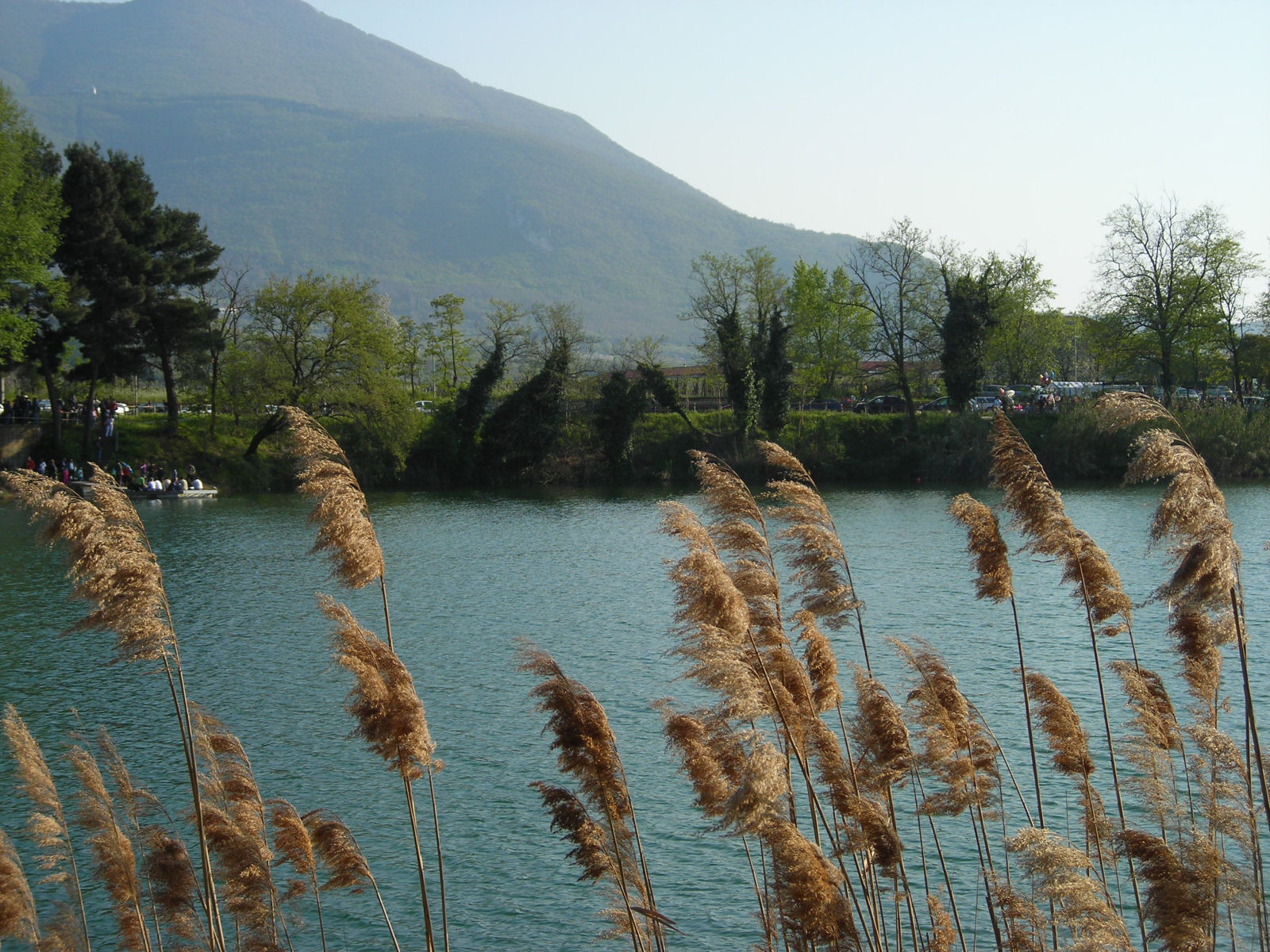
Der Lago di Telese

Telese Terme ist eine italienische Gemeinde (comune) in der Provinz Benevento in Kampanien. Die Gemeinde liegt etwa 23,5 Kilometer westnordwestlich von Benevento am Lago di Telese mit 7648 Einwohnern (Stand 31. Dezember 2023). Durch Telese Terme fließt der Calore Irpino.

## Geschichte
Die Ursprünge der Gemeinde liegen in der antiken römischen Stadt Telesia. Um 850 wurde die Stadt zweimal zerstört. In der Zeit des Hochmittelalters – um 1000 – befand sich hier ein Bischofssitz. Schließlich wurde Telesia neuerlich im ausgehenden 11. Jahrhundert zerstört. Ein Wiederaufbau begann. Von der frühen normannische Kathedrale ist heute noch der Turm erhalten.
Mit dem Erdbeben von 1349 wurde nicht nur das wieder errichtete Telesia schließlich vollständig zerstört, es entstand auch der heutige Lago di Telese.
Seit dem Ende des 19. Jahrhunderts ist Telese Terme wegen seiner Thermalbäder bekannt. Telese wurde 1934 eine eigenständige Gemeinde. 1991 wurde nach einem Referendum der Zusatz Terme dem Ortsnamen beigefügt.

## Verkehr
Durch die Gemeinde führen die Strada Statale 372 Telesina und die Strada Statale 87 Sannitica. Gemeinsam mit dem Nachbargemeinde Cerreto Sannita besteht bereits seit 1868 ein Bahnhof an der Bahnstrecke Caserta–Foggia.